# Ківшенко Олексій Данилович
Олексій Данилович Ківшенко ([22] 10 березня 1851 — 2 жовтня 1895) — художник-баталіст, майстер побутового жанру. Академік петербурзької Академії мистецтв (1884).

## Біографія
Народився у Веньовському повіті Тульської губернії в багатодітній родині Данила Васильовича Ківшенка, кріпака графа Шереметєва.
Живопису навчався у Рисувальній школі Товариства заохочення мистецтв у Санкт-Петербурзі, в Артілі художника під керівництвом Івана Крамського, петербурзької Академії мистецтв (1867—1877). Одночасно служив писарем в Адміралтействі, давав приватні уроки, співпрацював у журналах. Під час навчання створив кілька картин з народного побуту, зокрема з життя українського народу, ідея яких з'явилася після поїздки наприкінці 1870-х в Україну, звідки походив рід Ківшенків («Злодій», «Єврейське весілля», «Хлопчик зі змієм», «Погорільці», «Діти, які несуть обід у поле женцям», «Сплав лісу по ріці»).
Жанрова картина «Переправа на поромі» (1877) була відзначена Товариством заохочення художеств.
Епохальною для творчості Ківшенка стала робота «Військова рада у Філях» (1880), над якою художник працював кілька років. Одночасно написав ще 8 полотен і 30 акварелей на історичні теми. Серед них: акварель «Переяславська рада» — перше мистецьке зображення цієї події, акварель «Володимир Мономах» (обидві — 1880) та ін. На початку 1880-х рр. удосконалював свою майстерність за кордоном, де написав кілька полотен на історичні сюжети (залишилися незакінченими), пейзажні й жанрові картини («Околиці Мюнхена», «У католицькій церкві», «В морі», «Повернення рибалки» тощо). Після повернення на батьківщину намалював такі картини, як: «З'їзд на ярмарок в Малоросії», «Рибалки», «Майська ніч», «Ганна» (усі — 1882), «Вечір в українському селі», «Тарас Бульба з синами» (обидві — 1883) та ін. Від 1883 на замовлення царського уряду працював над серією полотен, присвячених російсько-турецькій війні 1877—1878, які стали видатним досягненням у батальному живописі. Від 1893 керував майстернею батального живопису в Академії мистецтв, був головою Петербурзького товариства художників (1892—1894).
Помер у м. Гейдельберг (Німеччина), похований у Санкт-Петербурзі.

## Галерея

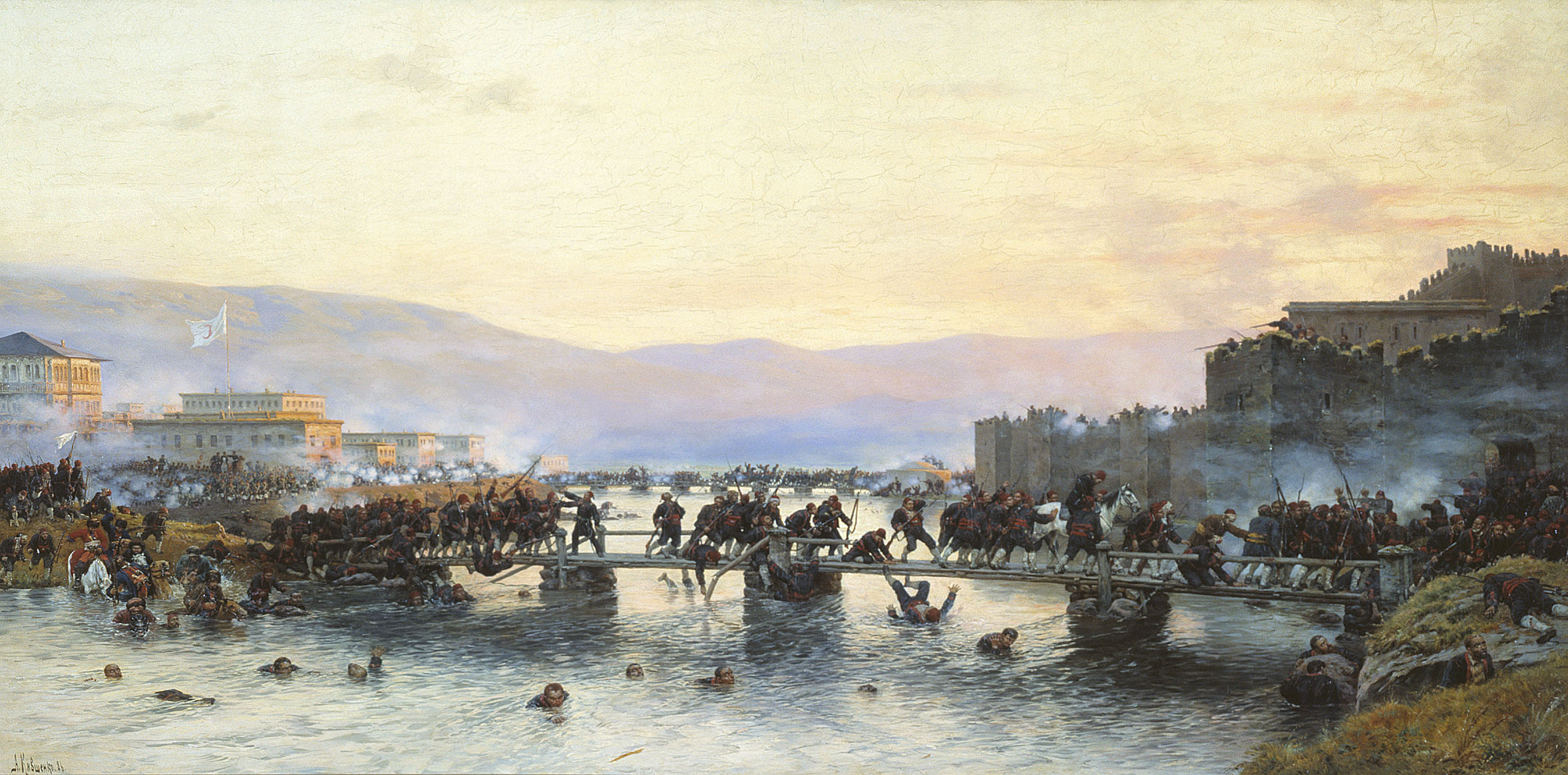
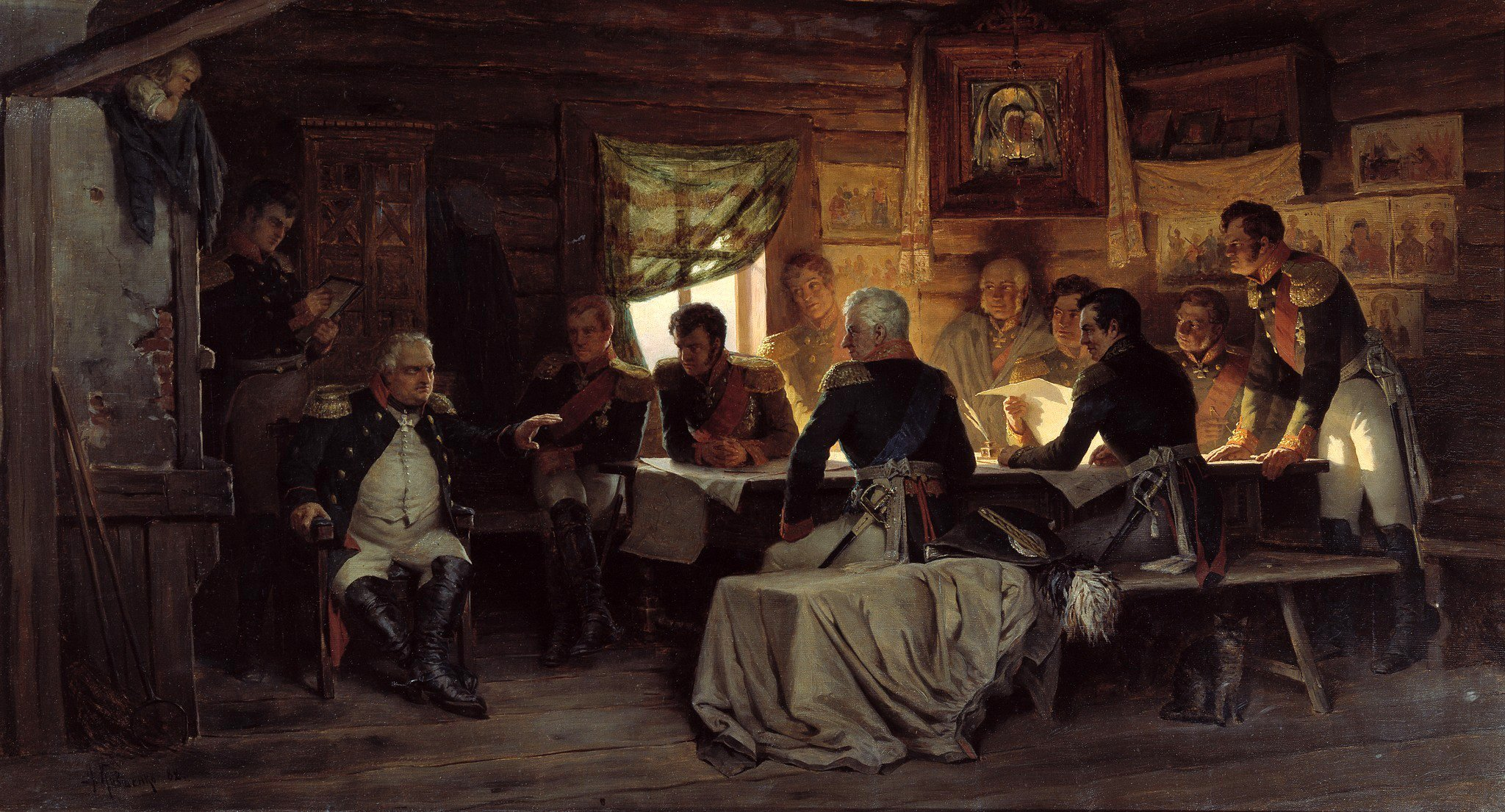
Військова рада у Філях
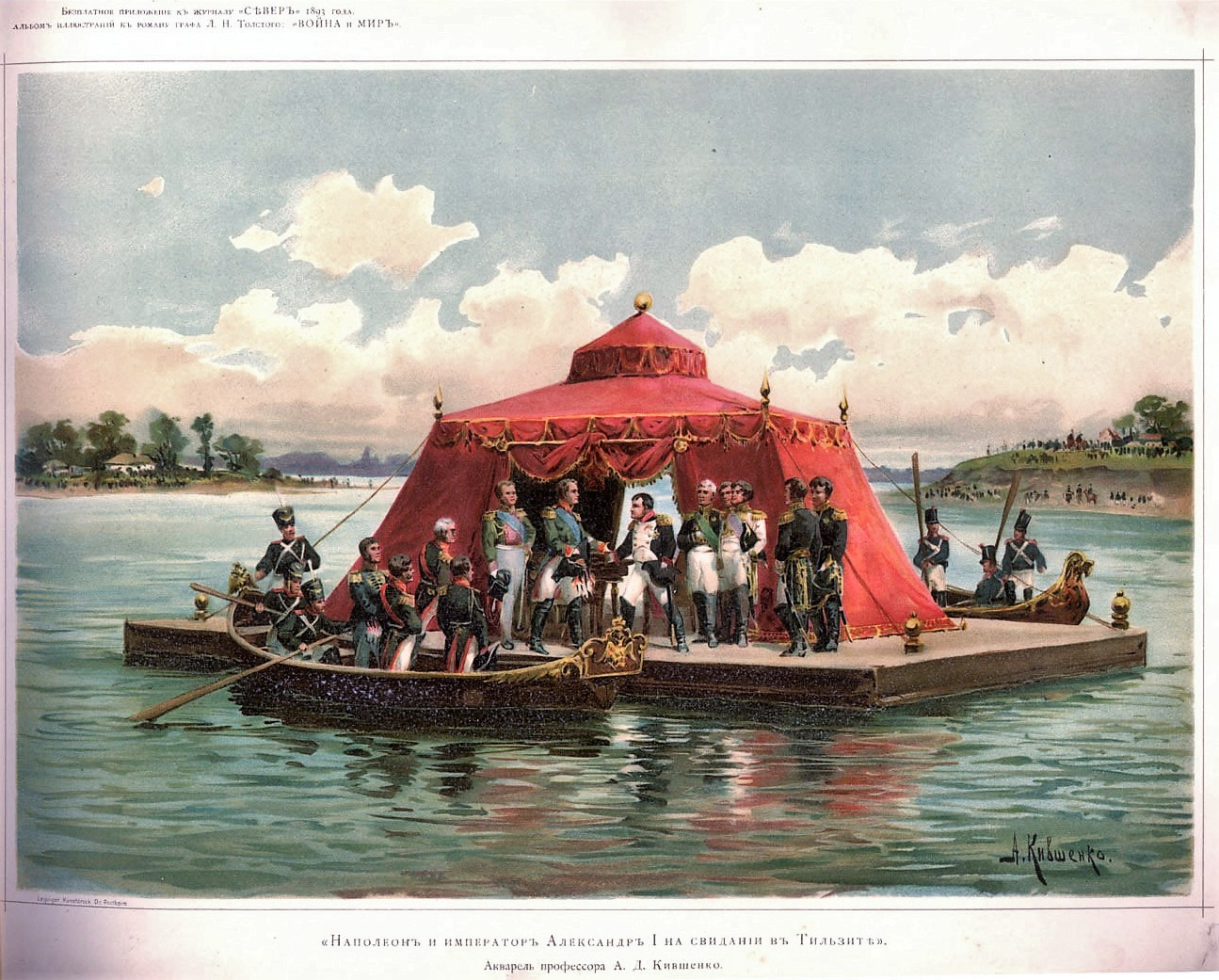
Наполеон і Олександр I на побаченні в Тільзіті (ілюстрація до роману «Війна і мир»),1893
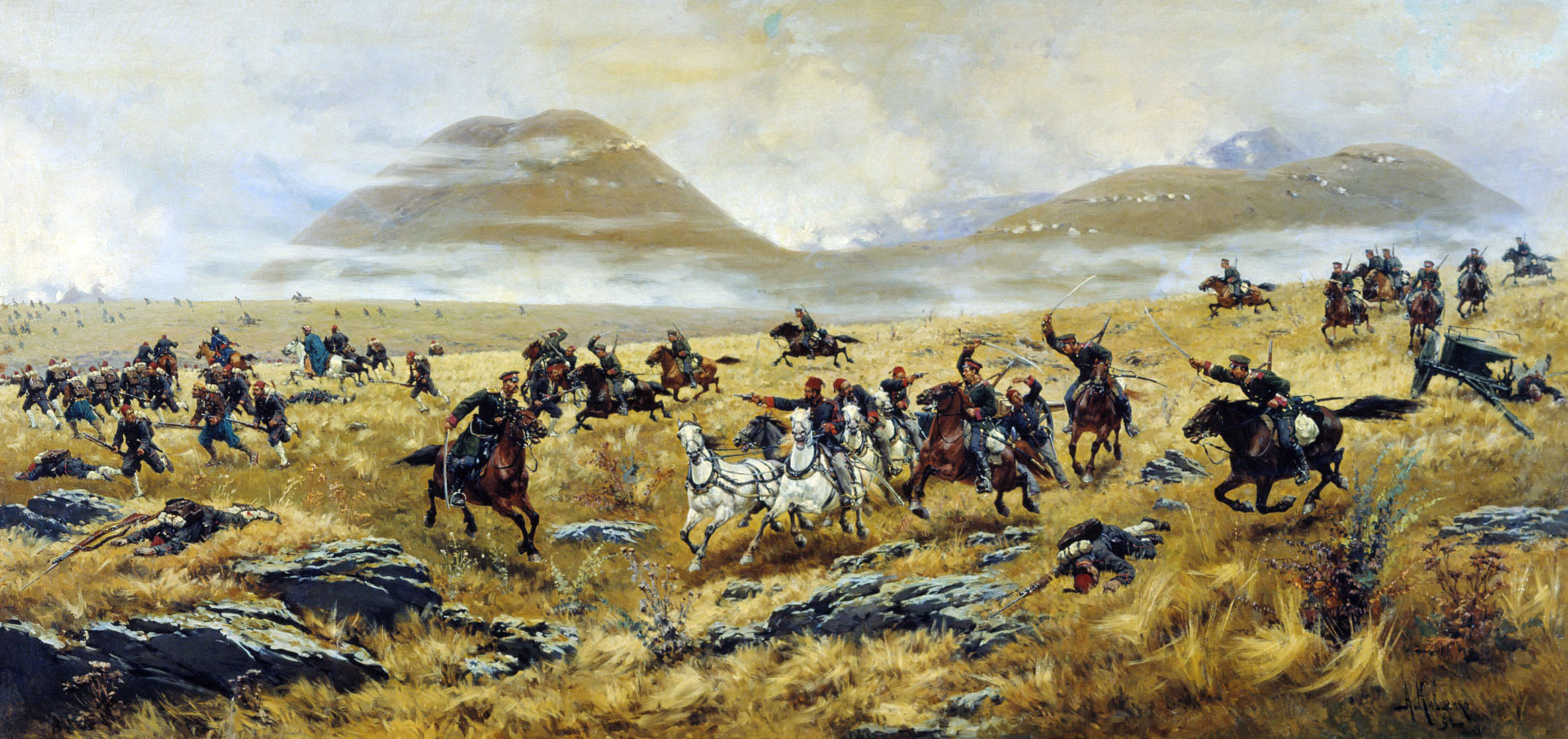
Нижньогородські драгуни переслідують турок на шляху до Карса під час Аладжинської битви 3 жовтня 1877 року
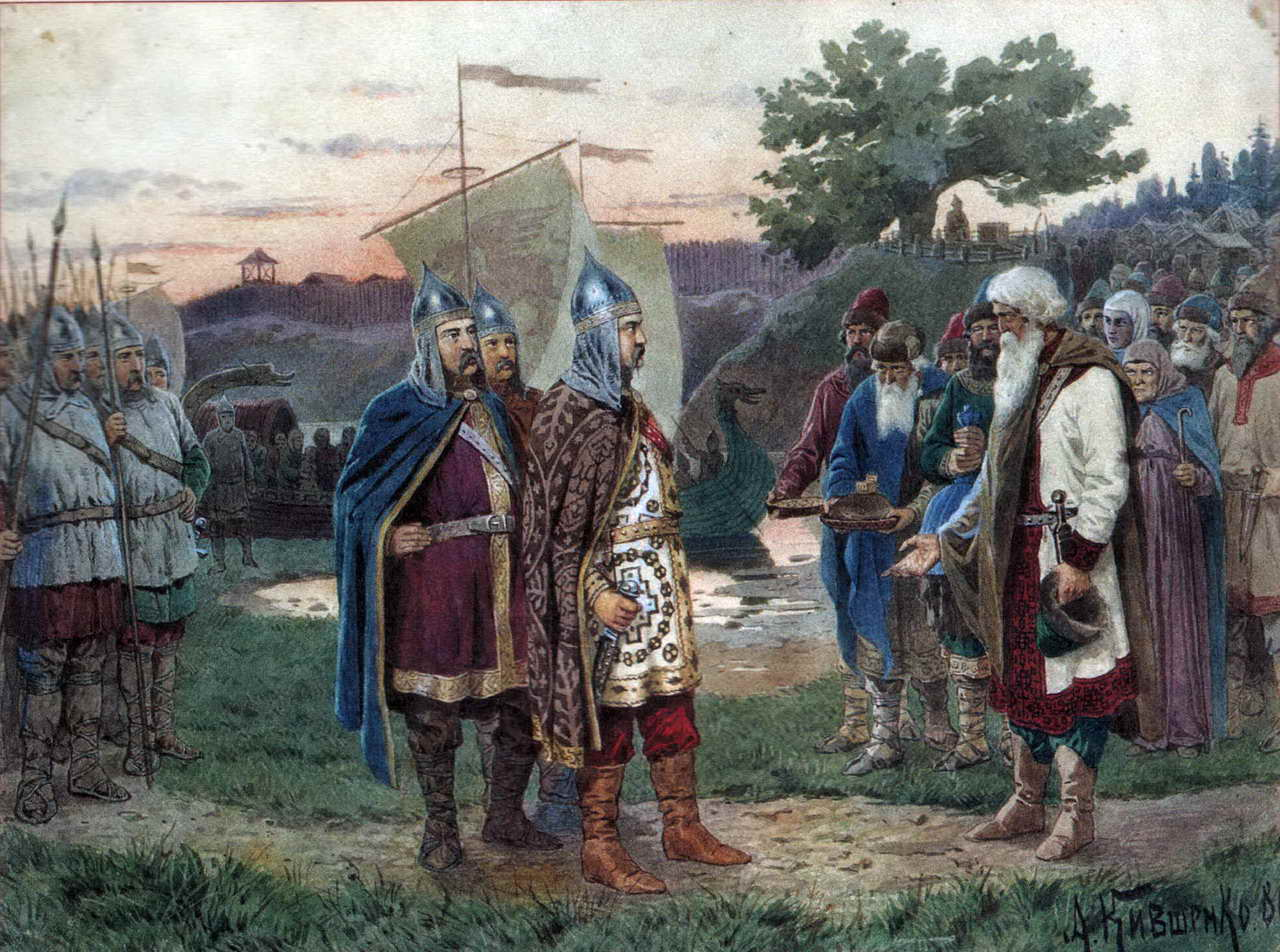
Покликання варягів
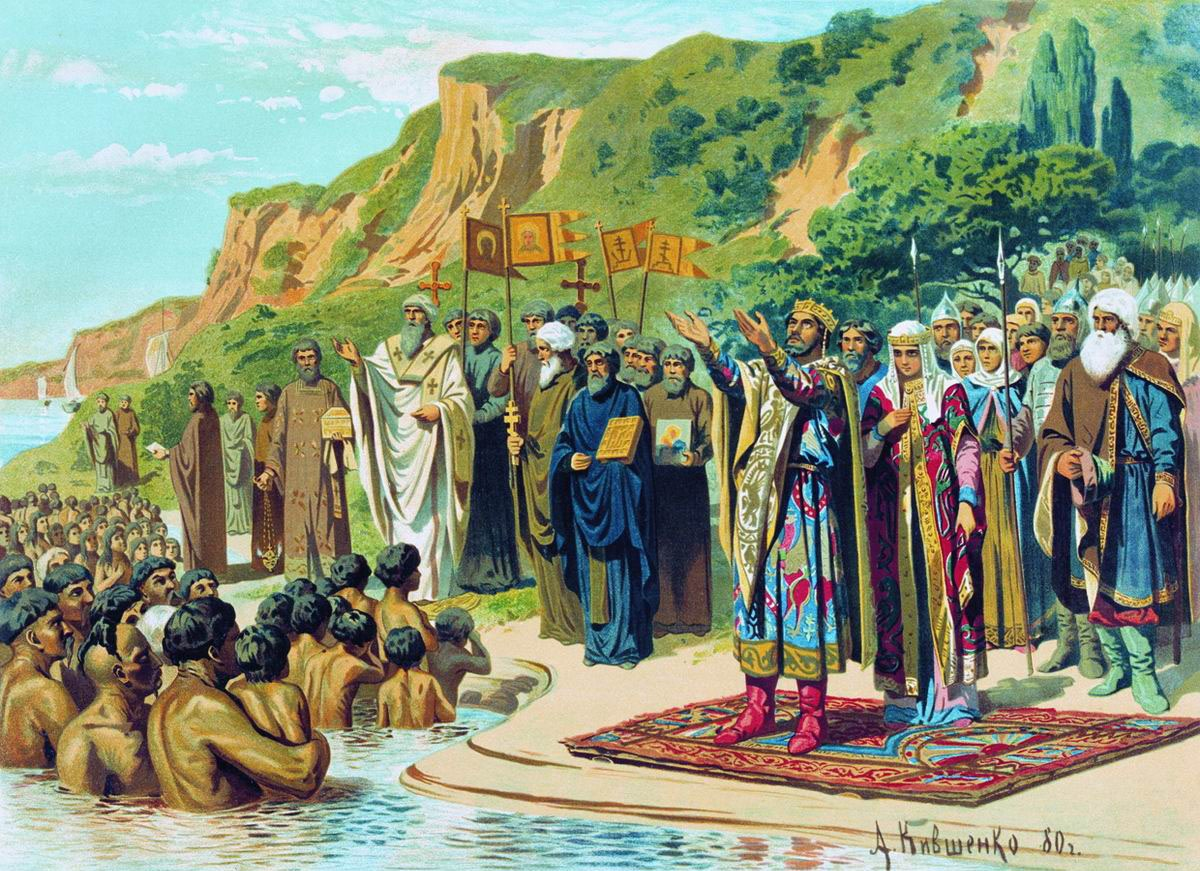
Хрещення Русі
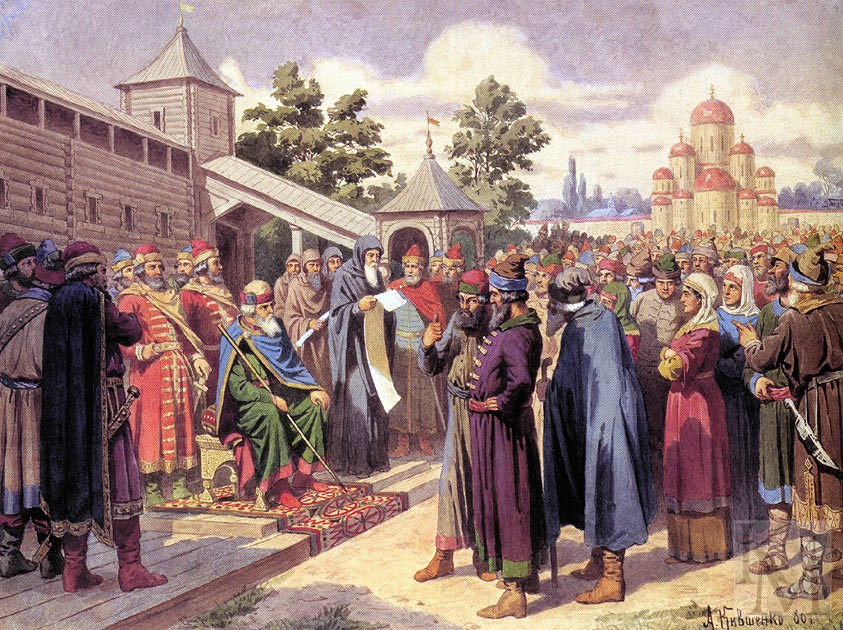
Читання Руської правди
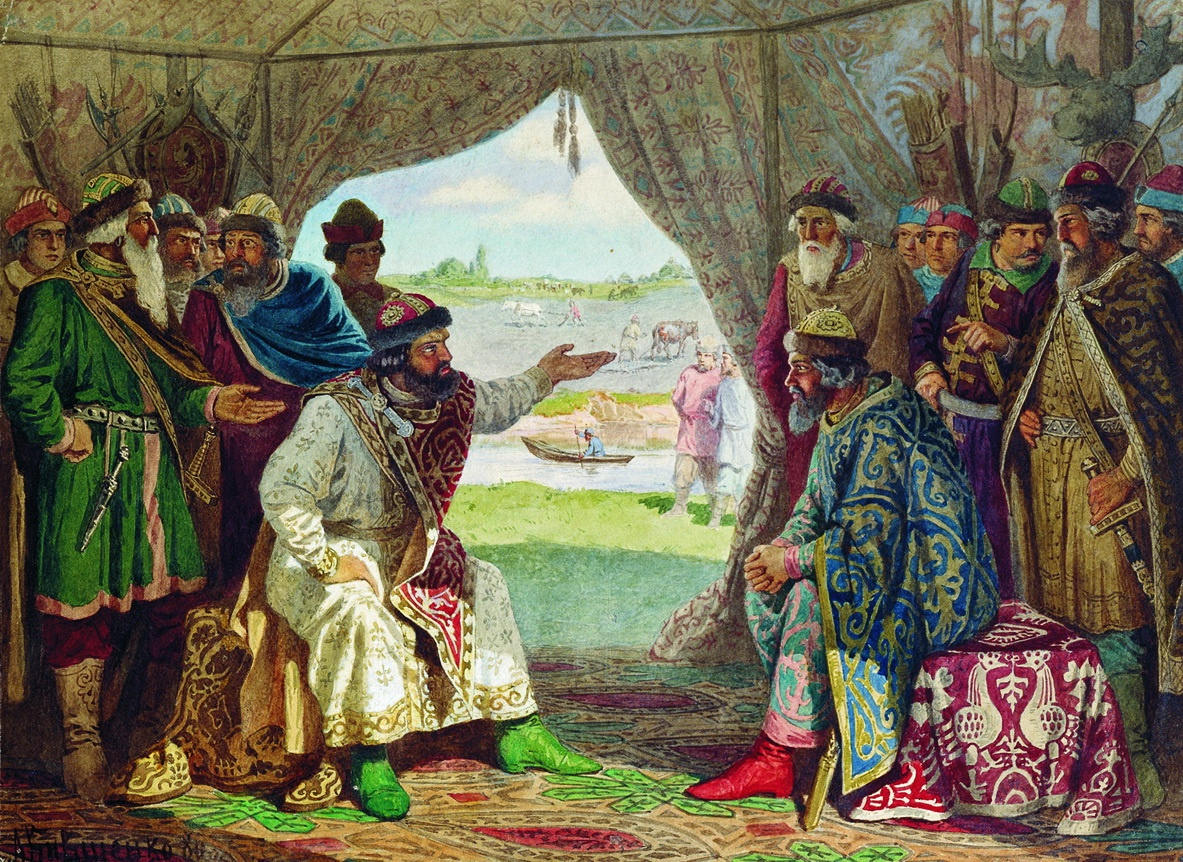
Долобський з'їзд руських князів
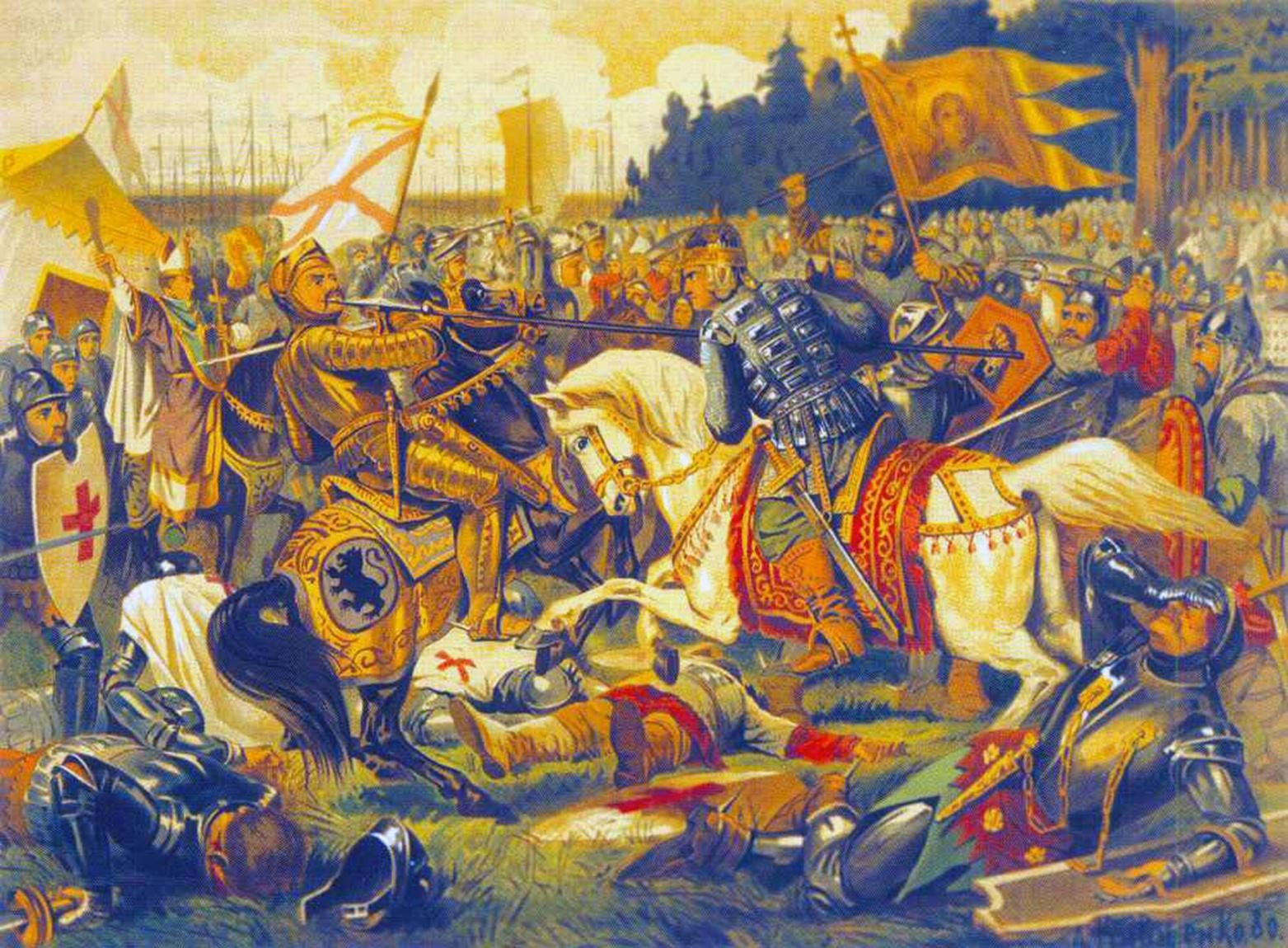
Невська битва
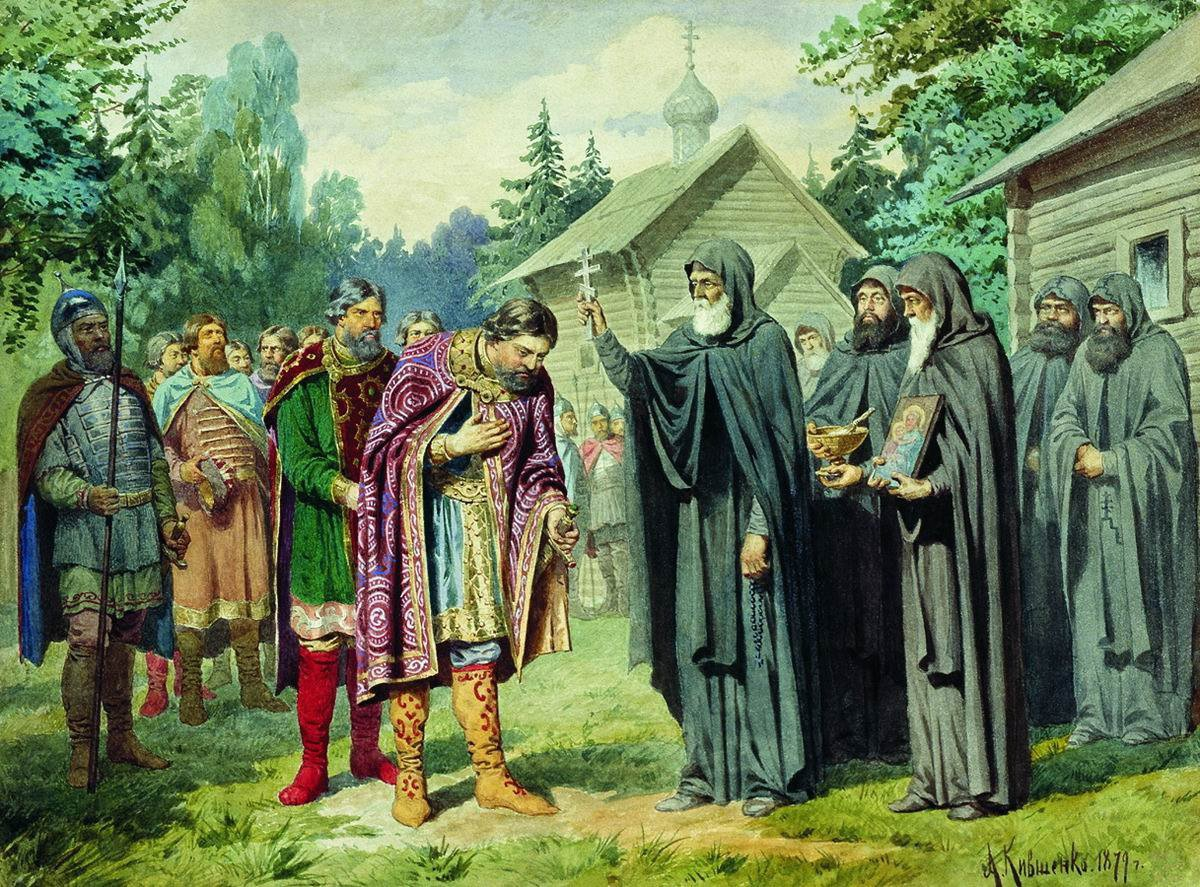
Дмитро Донський і Сергій Радонезький
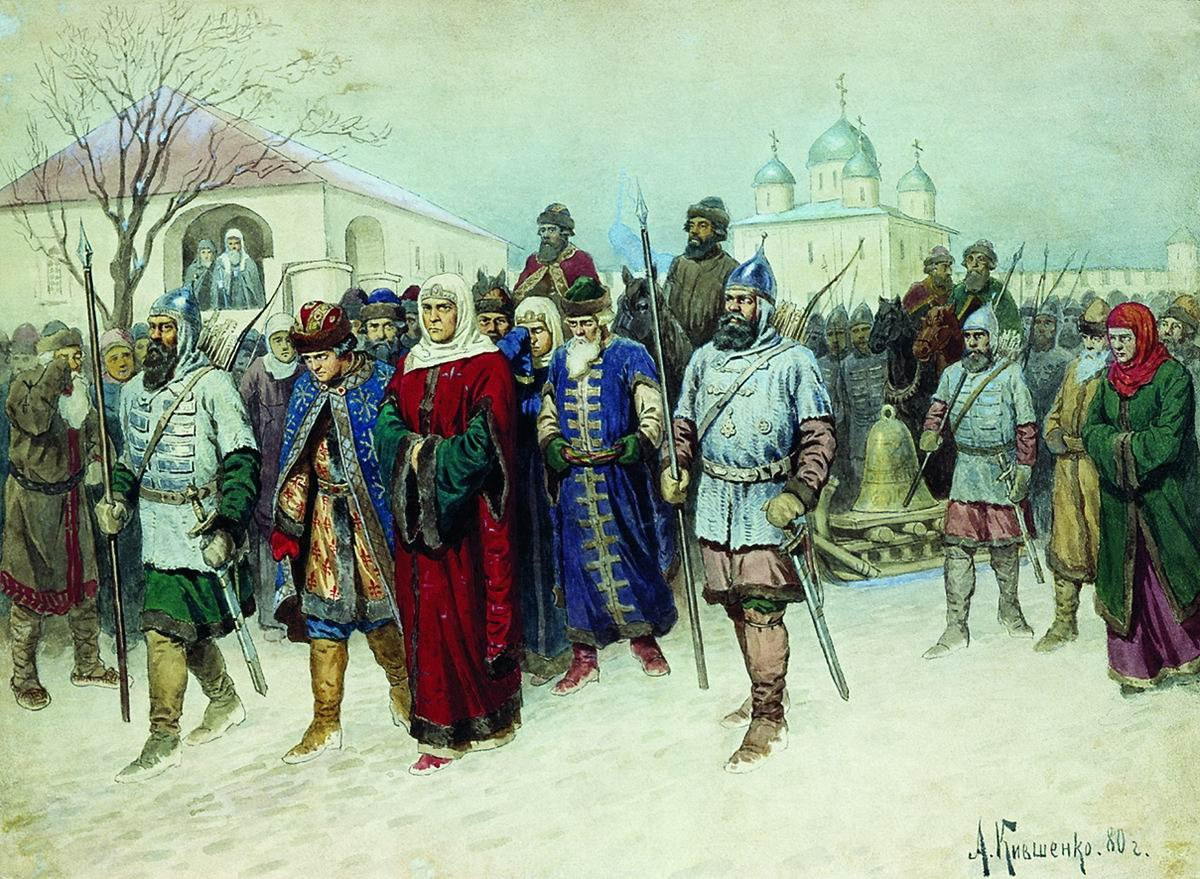
Вивіз вічевого дзвона з Новгорода до Москви
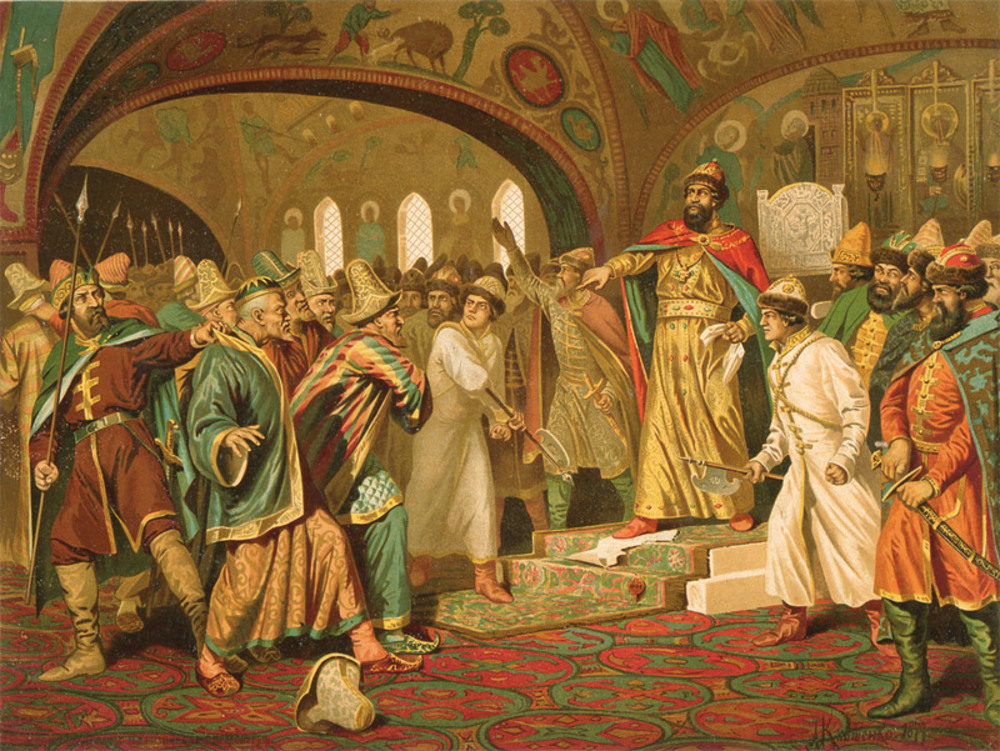
Иван III разрывает ханскую грамоту
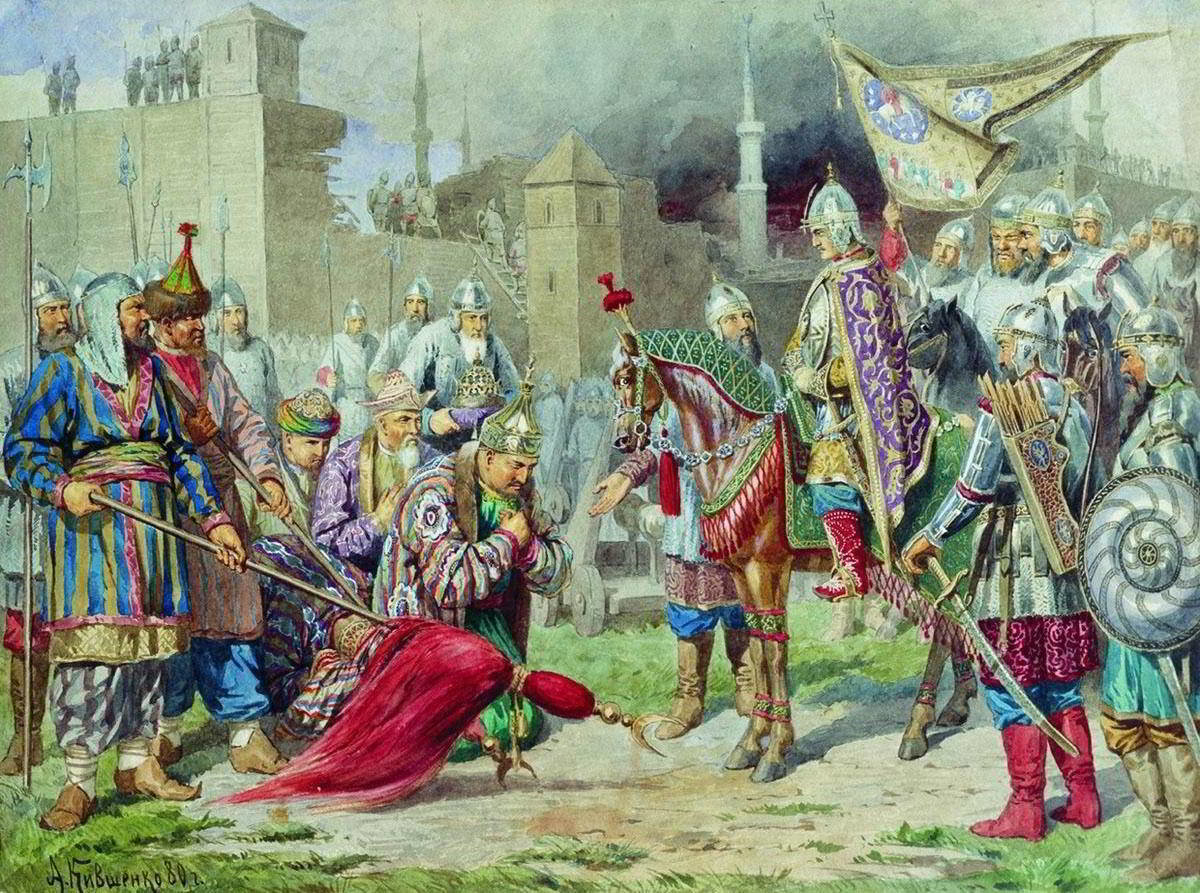
Здобуття Казані
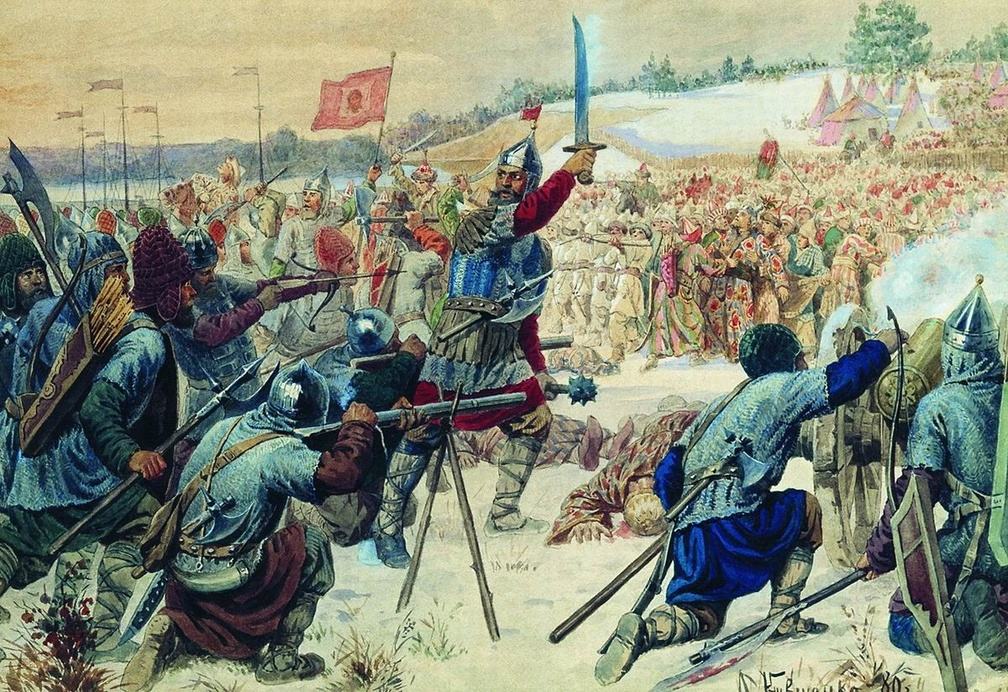
Сибірський похід Єрмака
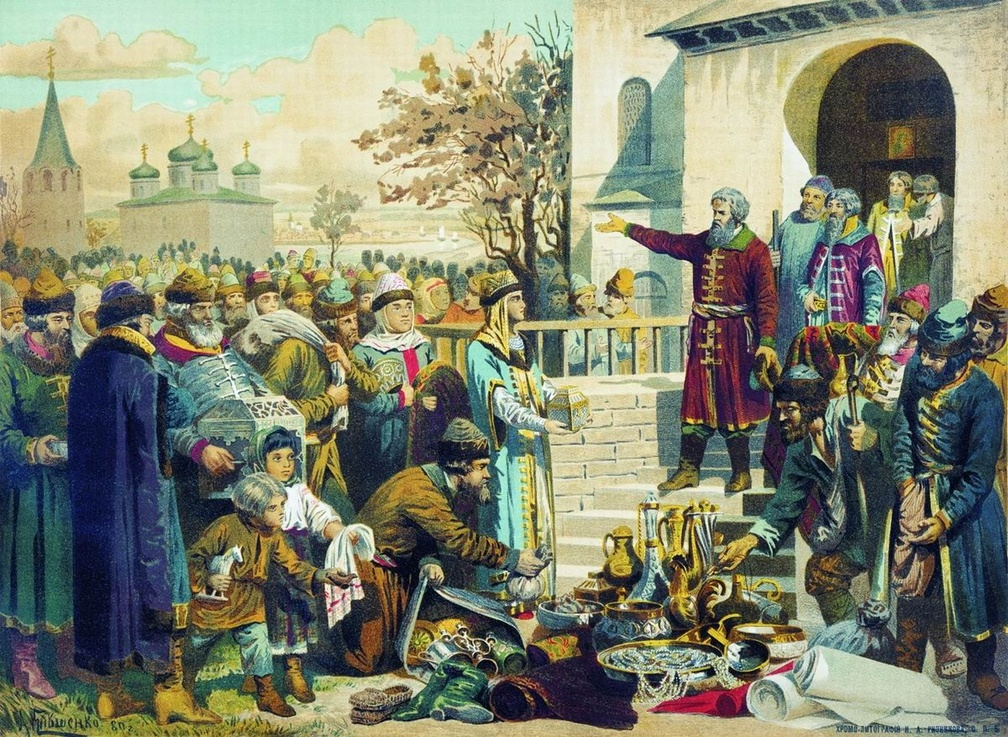
Відозва Мініна до нижньогородців
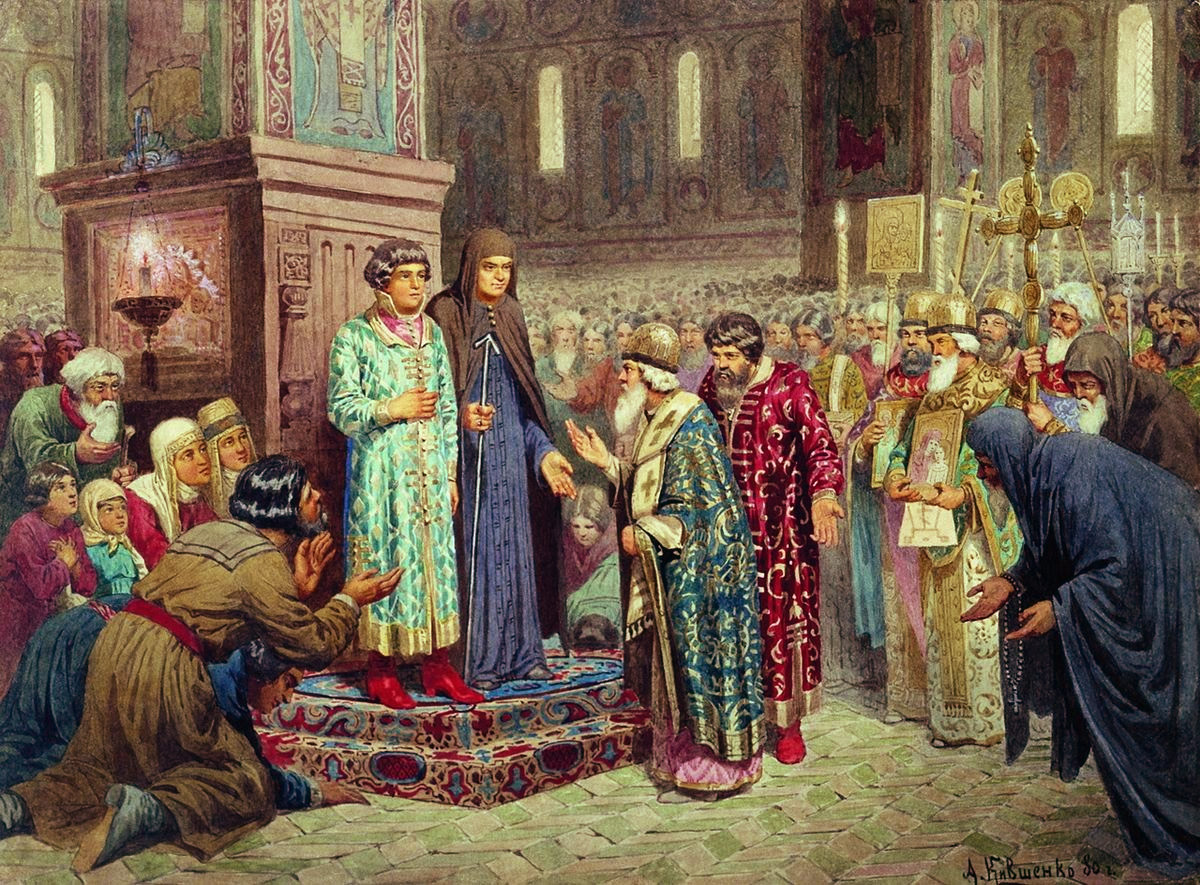
Обрання Михайла Романова на царство
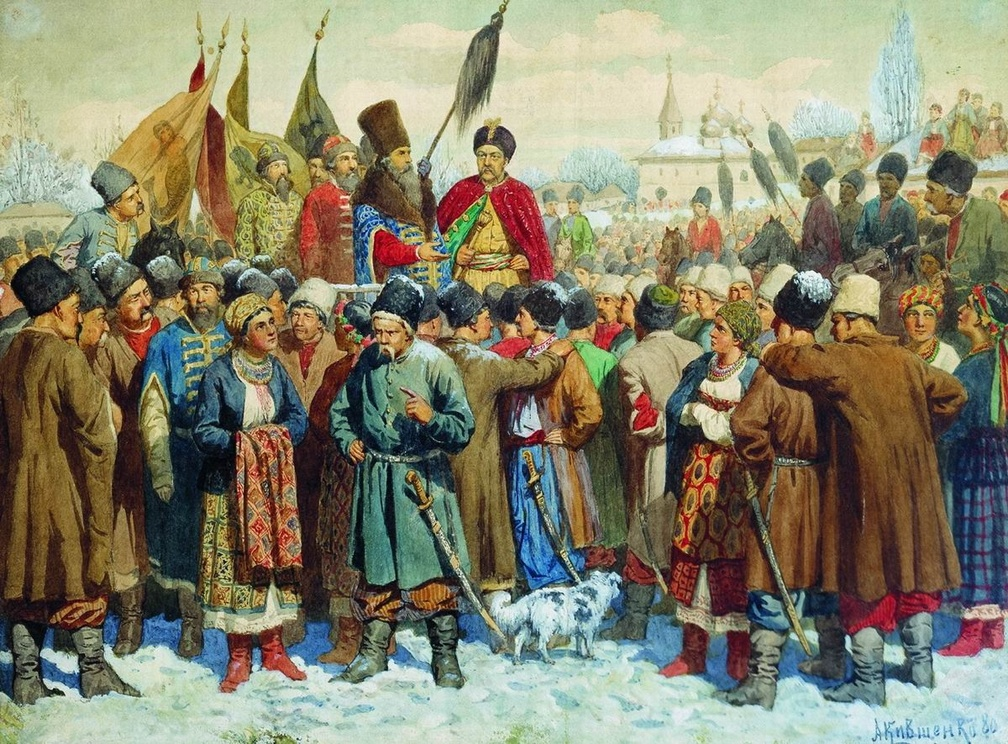
Переяславська рада
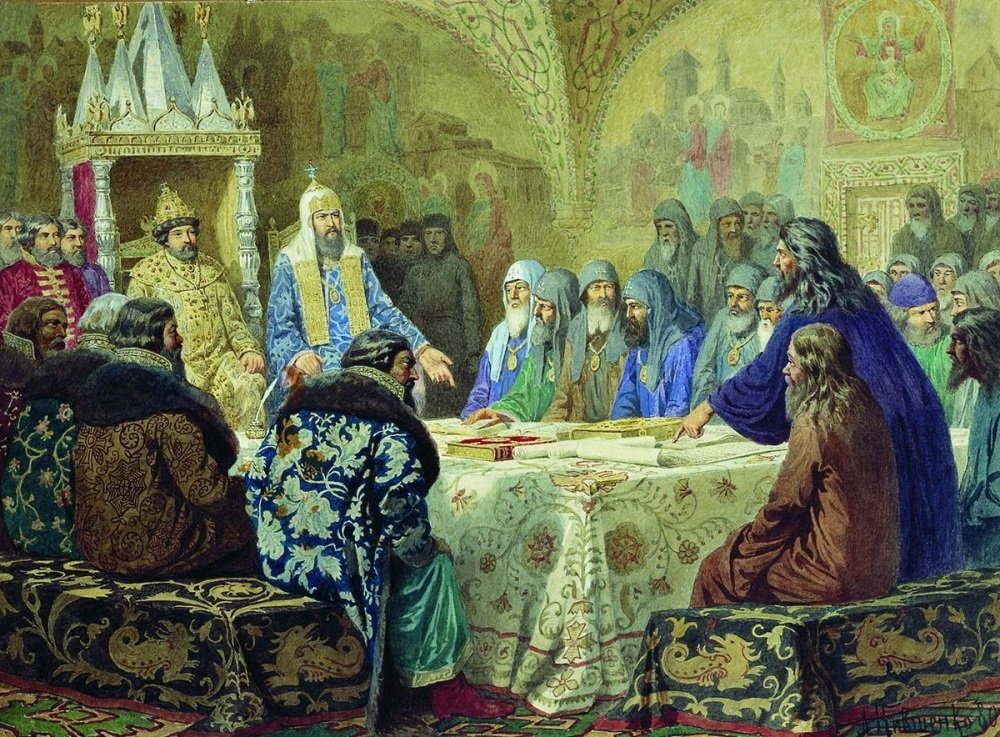
Патріарх Никон на церковному соборі
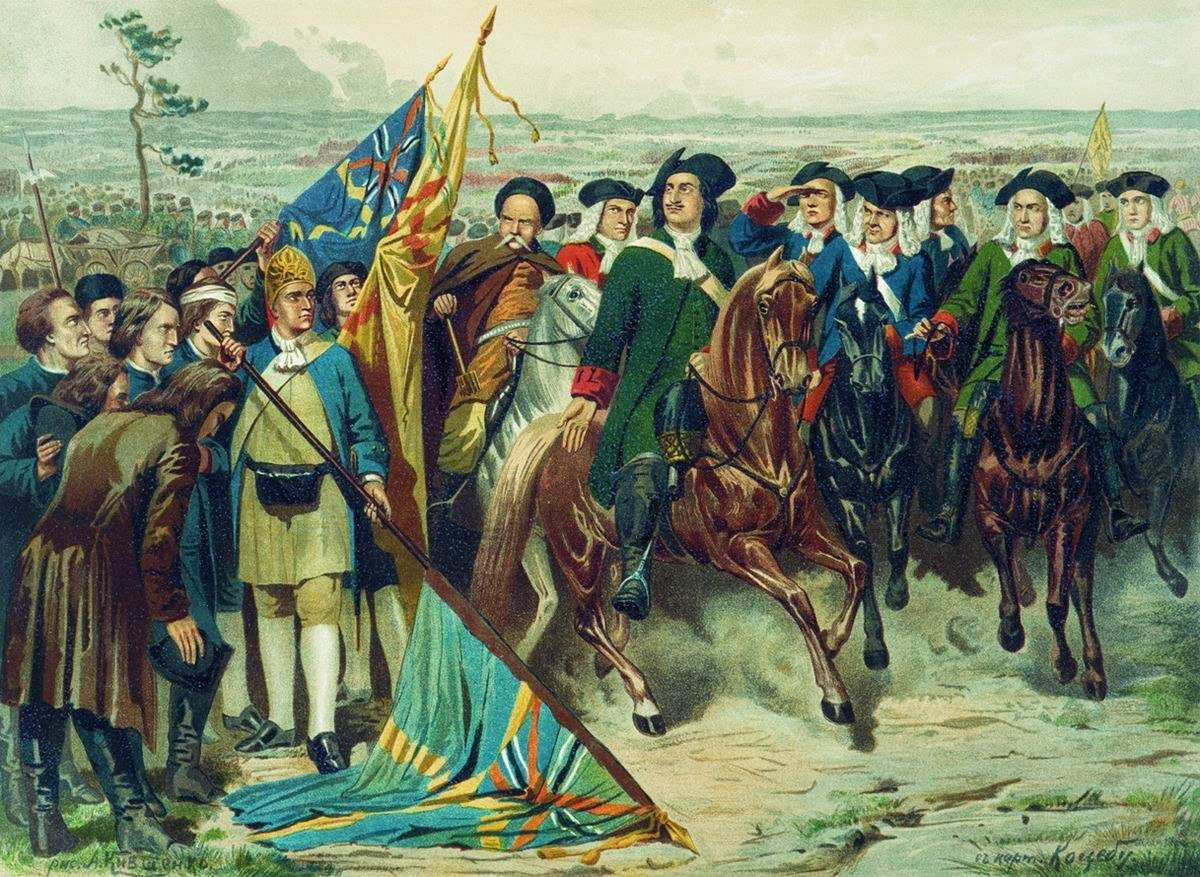
Полтавська битва
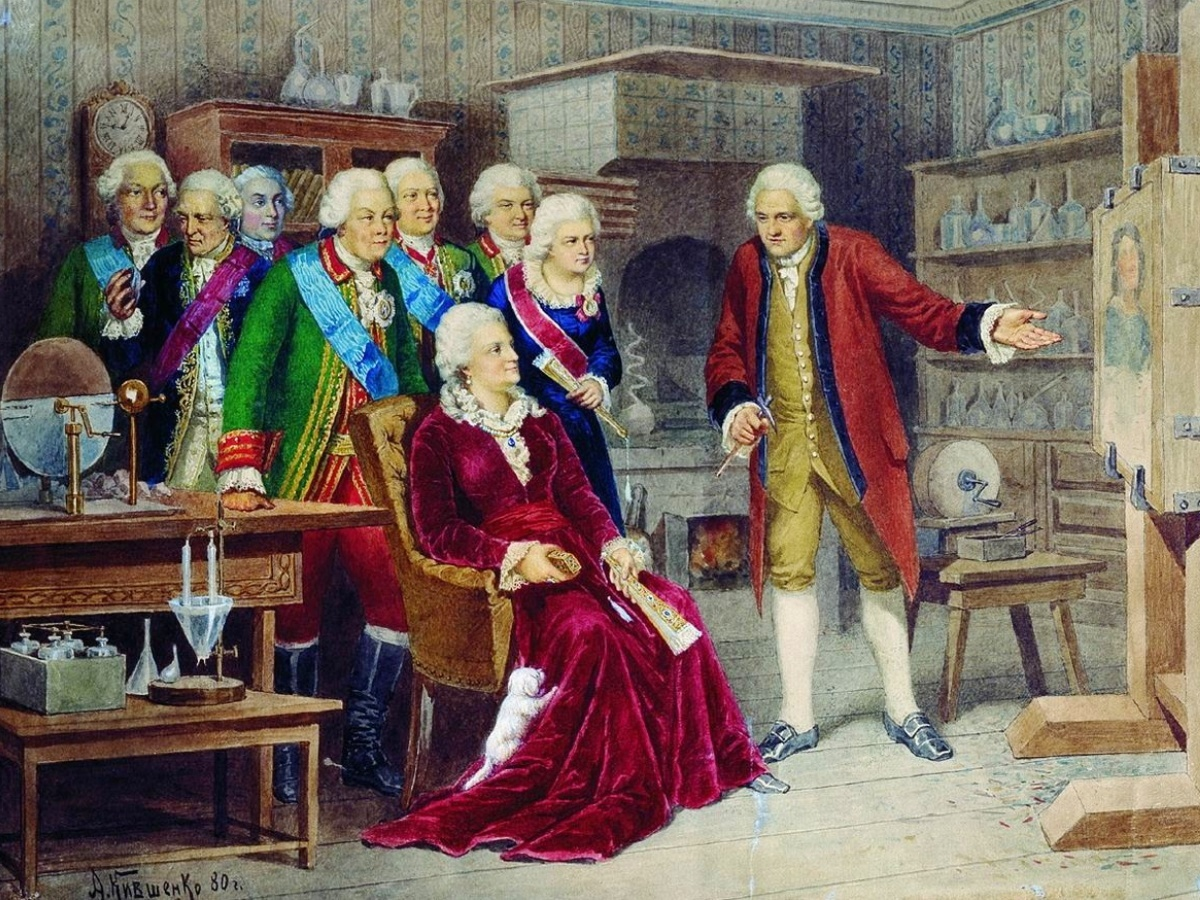
Ломоносов и Катерина II
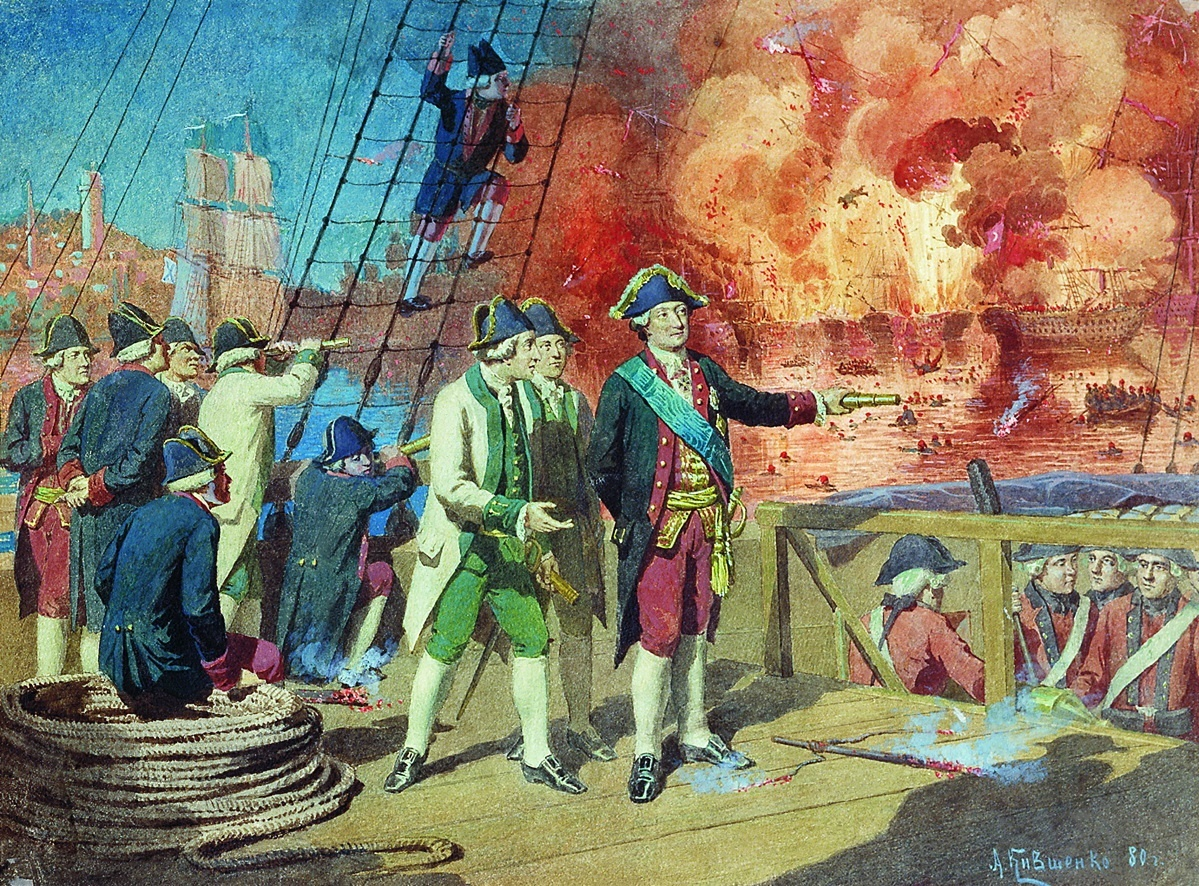
Чесменська битва
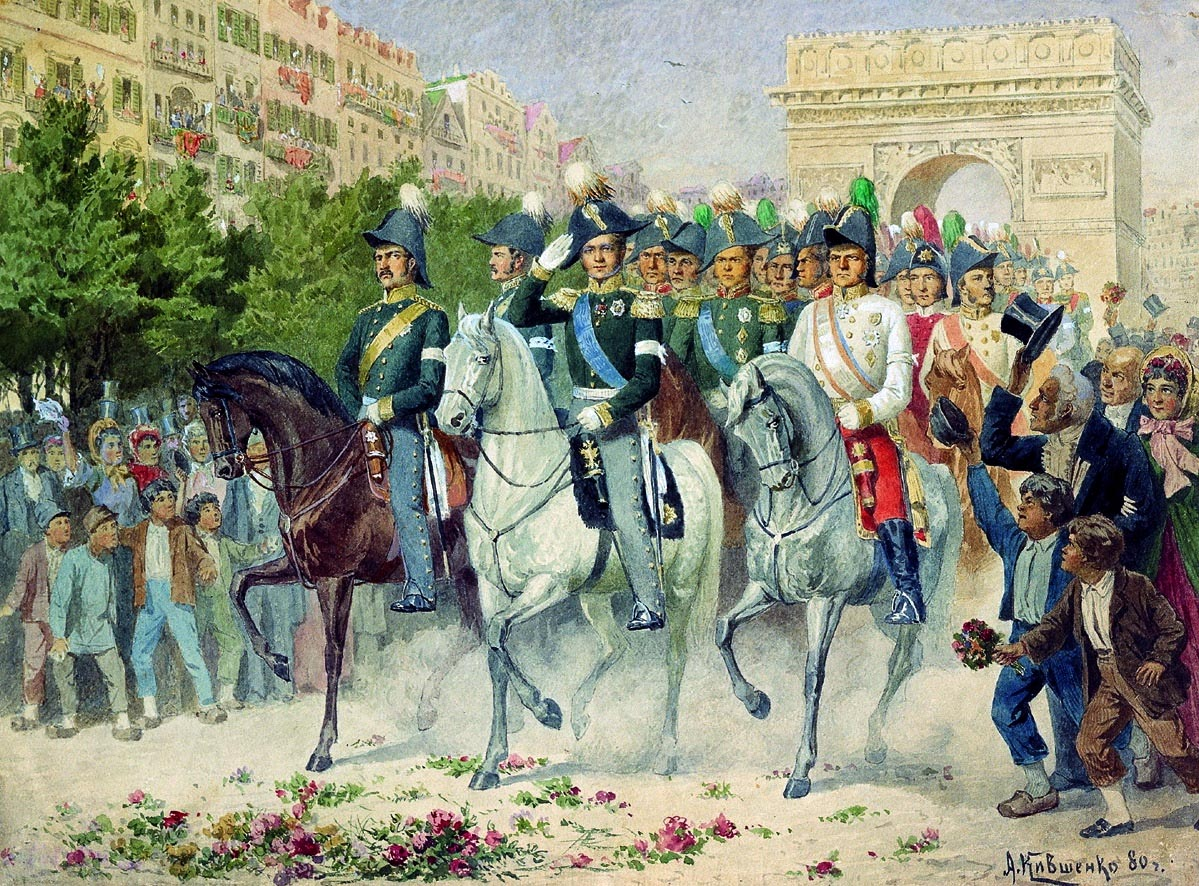
Вступ російської армії до Парижа
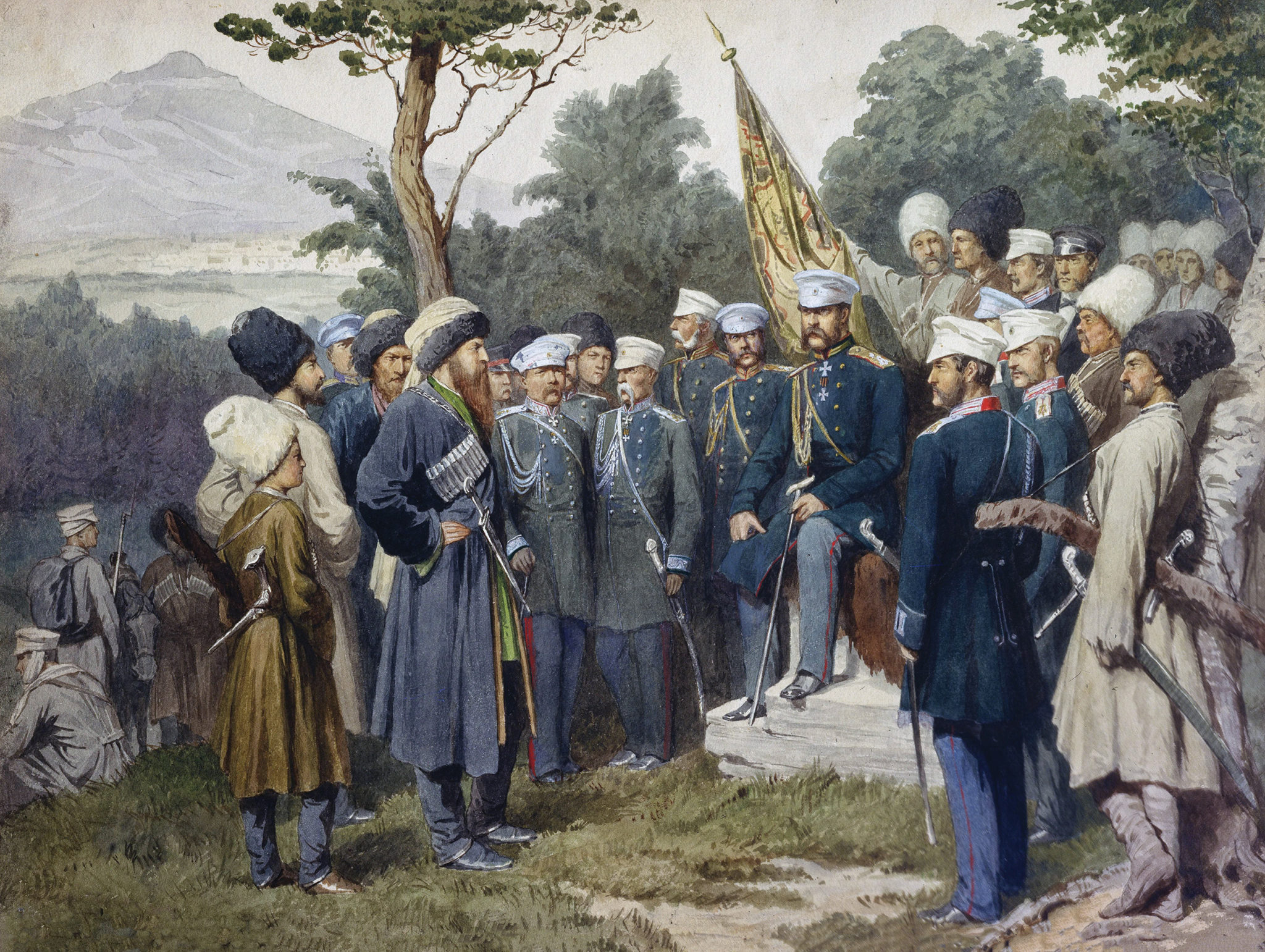
Пленение имама Шамиля
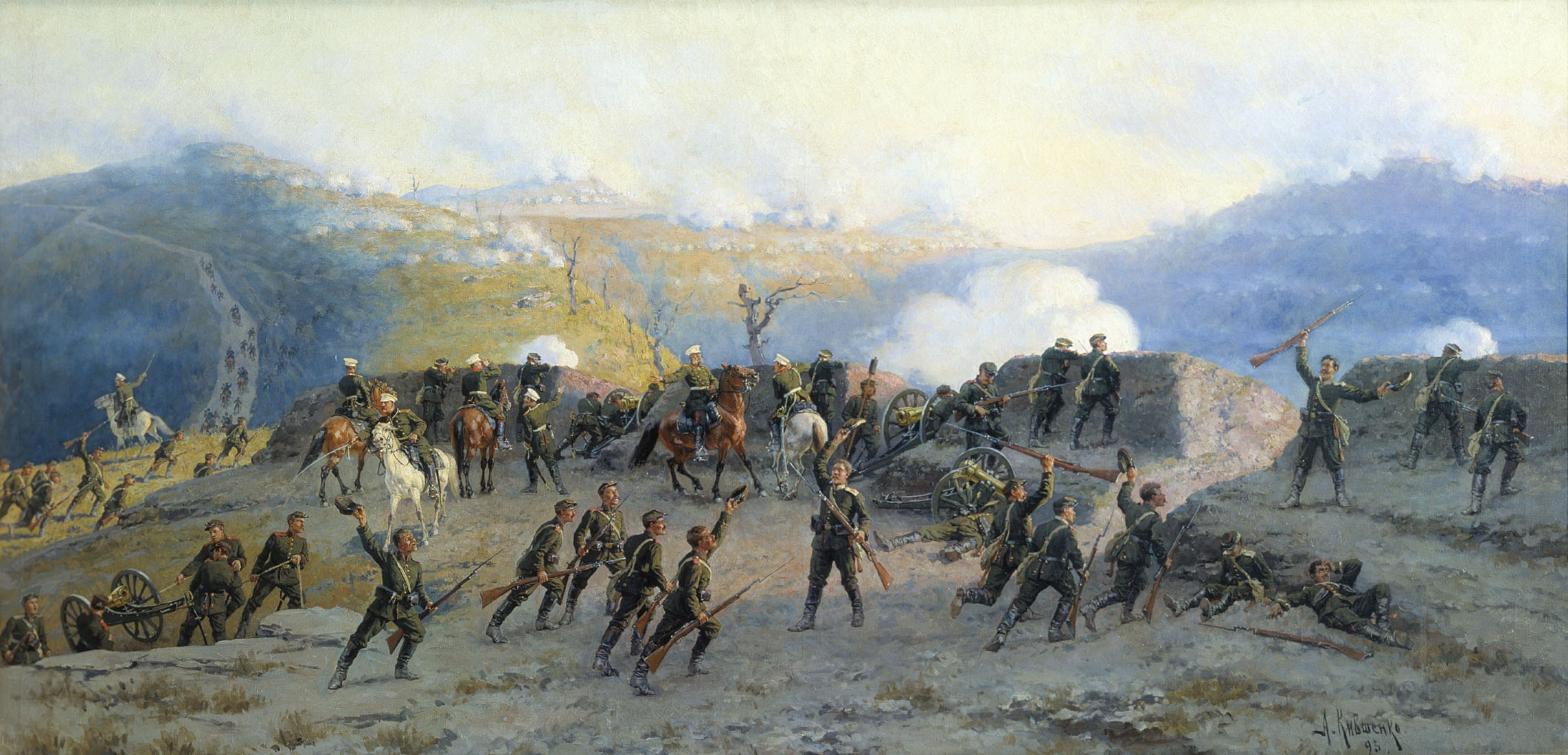
Оборона Шипки